# Skolmusik
Skolmusik är en stor finlandssvensk musikfestival som riktar sig till 9-19-åriga elever samt till deras lärare. Syftet med Skolmusik är att samla skolelever för att uppleva musik tillsammans. Samtidigt pågår ett brett musikaliskt och kulturellt utbyte genom konserter och workshoppar. Skolmusik ger också ett konkret stöd för musikläraren i musikundervisningen genom ny repertoar, lärarhandledning och fortbildning.  Festivalen avslutas med stora festkonserter som flera gånger live sänts av Svenska Yle. 

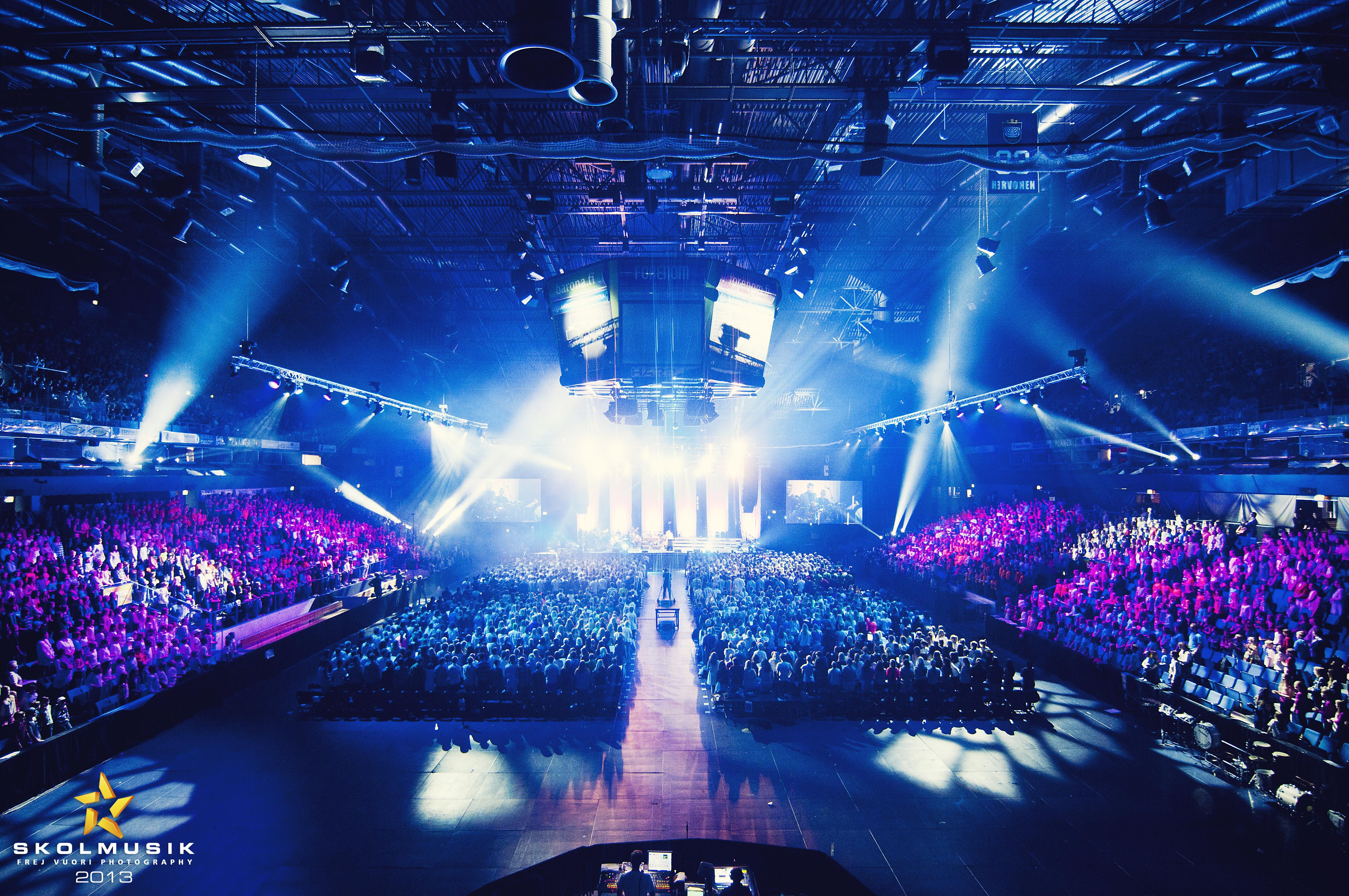
Festkonsert i Barona-arenan i Esbo, Skolmusik 2013. Fotograf: Frej Vuori / DUNK

Skolmusik har förutom sin rent musikaliska funktion också en starkt identitetsskapande effekt som ett svenskspråkigt kulturellt evenemang för barn och ungdomar i Finland. Evenemanget inkluderar även finskspråkiga elever och barn av annan etnicitet till ett positivt utbyte och umgänge med musiken som gemensamt språk.

## Historia
Initiativet till Skolmusik togs ursprungligen av DUNK, De ungas musikförbund i Svenskfinland. Runt om i Svenskfinland hölls under 1980-talet lokala Skolmusikkonserter där några skolor från samma region samlades till en gemensam stor konsert. DUNK tog initiativet till den första riksomfattande Skolmusikfestivalen som hölls i Åbo 1990. Sedan dess har festivalen, med några undantag, ordnats vart tredje år på olika orter i Svenskfinland. Den stora produktionen är en flerårig process, som numera inkluderar ett professionellt produktionsteam och ett tätt samarbete med högklassiga låtskrivare, arrangörer, kompositörer, producenter och studiomusiker.

## Tidigare festivaler
- Skolmusik 1990, Åbo
- Skolmusik 1993, Jakobstad
- Skolmusik 1997, Mariehamn
- Skolmusik 2000, Helsingfors
- Skolmusik 2003, Vasa och Korsholm
- Skolmusik 2007, Åbo
- Skolmusik 2010, Mariehamn
- Skolmusik 2013, Esbo
- Skolmusik 2017, Vasa och Korsholm. Medverkande bland annat Kaj med låten Paavos barkbrö.[3]
- Skolmusik 2024, Tammerfors